# Área basimétrica

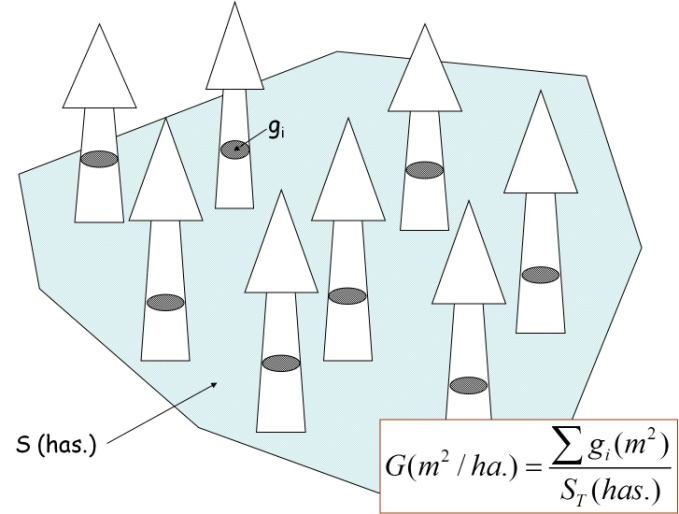
Variable significativa para la gestión de masas forestales

El Área Basimétrica, también denominada Área Basal, y que en terminología dasonómica, se representa por G, es una de las variables de referencia de la masa forestal, cuyos valores son universalmente utilizados en la gestión de su espesura. Este parámetro resulta de expresar en m²/ha, la relación entre las secciones normales de los árboles de un espacio forestal y la superficie de terreno que ocupan. 
En todos los inventarios forestales, G aparece como una de las informaciones básicas. El procedimiento habitual de su obtención está basado en el muestreo de este parámetro en parcelas circulares de radio fijo. Para su cálculo debemos medir en dichas superficies muestrales, los diámetros normales de todos los pies mayores presentes en ellas, lo que nos permitirá obtener la superficie de sus secciones supuestas circulares, y referir la suma de todas ellas en m²/ha.
La sección normal de un árbol es la que se encuentra a la altura del pecho, o a 1,30 m de su base. El valor de su superficie supuesta circular, que se suele expresar como "g", se obtiene a través de la medida de su diámetro "d" y la aplicación de la fórmula que nos proporciona el área del círculo a través del mismo, g=(π/4)*d².
Los procedimientos para determinar el área basimétrica, basados en el inventario forestal, pueden ser "inventarios pie a pie", o inventarios por muestreo estadístico, bien en unidades muestrales, (parcelas), de superficie fija o en parcelas de radio móvil, lo que se denomina inventarios por muestreo angular relascópico.
La aplicación del muestreo angular relascópico, simplifica de manera notable el procedimiento de cálculo, permitiendo obtener una estimación del Área Basimétrica de una forma sencilla y rápida, lanzando visuales en un giro de 360º, a la altura de la sección normal de los árboles presentes, con cualquiera de las bandas del relascopio o calibre angular equivalente, contabilizando aquellos pies (N), cuyo diámetro sea mayor que la visual de la banda utilizada, y multiplicando el número de pies así contabilizados, por un sencillo factor de proporcionalidad (BAF), habitualmente 1, 2, 3, o 4. Tendremos así una muestra del valor del Área Basimétrica en el entorno, aplicando el principio fundamental del muestreo angular que se expresa de la siguiente manera (Pita, 1975): 

“Si nos situamos en un punto del monte provistos de un calibre de ángulo fijo y damos sobre nuestros talones una vuelta completa de 360º, haciendo superponer las visuales extremas del calibre sobre las secciones normales de todos los pies que encontremos en este giro. Tendremos que una estimación del Área Basimétrica desde dicho punto, será proporcional al número de árboles cuya sección normal rebase las visuales del calibre”